# The Spell Sword
The Spell Sword este un roman științifico-fantastic sword and planet (de fantezie științifică) din 1974 de Marion Zimmer Bradley și Paul Edwin Zimmer (ultimul nemenționat). 
Face parte din Seria Darkover care are loc pe planeta fictivă Darkover din sistemul stelar fictiv al unei gigante roșii denumită Cottman. Planeta este dominată de ghețari care acoperă cea mai mare parte a suprafeței sale. Zona locuibilă se află la doar câteva grade nord de ecuator.

## Vezi și
- 1974 în științifico-fantastic